# Altenkleusheim
Altenkleusheim ist ein Ortsteil der Kreisstadt Olpe.

## Geografie
Altenkleusheim liegt direkt an der Bundesstraße 54 zwischen Olpe und Krombach und somit direkt am Kölschen Heck. Kulturell beschreibt die benachbarte Grenze zum Siegerland die Uerdinger und die Benrather Linie, die den Wendsch Platt sprechenden Ort vom moselfränkischen Sprachgebiet abgrenzt.
Das Dorf hat 764 Einwohner (Stand: 31. Dezember 2020).

## Geschichte
Erste urkundliche Erwähnung fand Altenkleusheim im Jahr 1383. Bis 1969 bildeten Altenkleusheim, Rehringhausen und Neuenkleusheim die eigenständige Gemeinde Kleusheim. Diese wurde durch das Gesetz zur Neugliederung des Landkreises Olpe am 1. Juli 1969 in die Kreisstadt Olpe eingegliedert.

## Bauwerke und Einrichtungen
Die St.-Joseph-Kirche wurde von 1959 bis 1961 errichtet, da die alte Kapelle zu klein war. Die Lourdes-Grotte wurde 1913 fertiggestellt.
Der Ort verfügt über einen Sportplatz, zwei Tennisplätze, eine Dorfgemeinschaftshalle und einen Schützenplatz.

## Vereine
- St. Josef Schützenverein Altenkleusheim
- Sportverein Altenkleusheim
- Just Voices Altenkleusheim (gem. Chor)
- Tennisclub Kleusheim